# ブラザーズ・オブ・ザ・ロード
『ブラザーズ・オブ・ザ・ロード』（Brothers of the Road）は、アメリカ合衆国のロック・バンド、オールマン・ブラザーズ・バンドが1981年に発表したスタジオ・アルバム。アリスタ・レコード移籍後としては2作目に当たり、バンドは本作リリース後の1982年1月の『サタデー・ナイト・ライブ』出演を最後に、再び活動休止した。

## 背景
1980年、バンドのサポート・キーボーディストであったマイク・ロウラーが正式メンバーに昇格するが、同年11月にジェイモーことジェイ・ジョハンソンが脱退し、結果的にオールマン・ブラザーズ・バンドのスタジオ・アルバムでは唯一、ジェイモー不在の編成で録音された。「アイ・ベグ・オブ・ユー」は、エルヴィス・プレスリーが1958年に発表したシングルB面曲のカヴァーである。
本作にバックグラウンド・ボーカルで参加したグレッグ・ギドリーは後に、本作のプロデューサーでもあるジョン・ライアンが手がけたアルバム『オーヴァー・ザ・ライン』でソロ・デビューを果たした。

## 反響・評価
アメリカでは12週にわたってBillboard 200入りし、1981年9月26日に最高44位を記録した。本作からのシングル「ストレイト・フロム・ザ・ハート」はBillboard Hot 100で39位に達し、バンドにとって3作目にして最後の全米トップ40シングルとなった。
Rob Theakstonはオールミュージックにおいて5点満点中2点を付け「オールマン・ブラザーズ・バンドのサウンドを構成する要素の多くは、ここでも損なわれず残っているが、幾らか失われてしまった部分もあるため、必聴盤とまでは言えない内容となった」「"Straight from the Heart"はチャートにおいてそこそこの成功を収めたが、アルバムの残りの部分は、ひいき目に見ても生ぬるい」と評している。

## 収録曲
1. ブラザーズ・オブ・ザ・ロード "Brothers of the Road" (Dickey Betts, Jim Goff) – 4:02
2. 俺は出て行く "Leavin'" (Gregg Allman) – 3:46
3. ストレイト・フロム・ザ・ハート "Straight from the Heart" (D. Betts, Johnny Cobb) – 3:48
4. ザ・ヒート・イズ・オン "The Heat Is On" (D. Betts, Mike Lawler, Buddy Yochim) – 4:14
5. ゴー・バック・トゥ・イエスタデイ "Maybe We Can Go Back to Yesterday" (D. Betts, Dan Toler) – 4:43
6. ザ・ジャッジメント "The Judgment" (D. Betts) – 3:41
7. ツー・ライツ "Two Rights" (D. Betts, J. Cobb, M. Lawler) – 3:31
8. ジュリーに捧ぐ "Never Knew How Much (I Needed You)" (G. Allman) – 4:29
9. いつもの手口 "Things You Used to Do" (G. Allman, Keith England) – 3:45
10. アイ・ベグ・オブ・ユー "I Beg of You" (Rose Marie McCoy, Kelly Owens) – 3:24

## 参加ミュージシャン
- グレッグ・オールマン - ボーカル、ハモンドオルガン、アコースティック・ギター
- ディッキー・ベッツ - ボーカル、リードギター、スライドギター、アコースティック・ギター
- ダン・トーラー - リードギター、リズムギター
- マイク・ロウラー - ピアノ、シンセサイザー、クラビネット
- デヴィッド・ゴールドフライズ - ベース
- ブッチ・トラックス - ドラムス
- デヴィッド・"フランキー"・トーラー - ドラムス

アディショナル・ミュージシャン
- チャーリー・ダニエルズ - フィドル(on #1)
- ジミー・ホール - サクソフォーン(on #8)、バックグラウンド・ボーカル
- マーク・モリス - コンガ、ティンバレス、パーカッション
- トーマス・ケイン、ジョニー・コブ、チップ・ヤング、グレッグ・ギドリー（英語版）、ジョイ・ラノン、ドナ・マクエルロイ、キース・イングランド、ジェフ・シルヴァーマン、ランドール・ハート、ピーター・キングスベリー、ジョー・ピズーロ（英語版） - バックグラウンド・ボーカル